# Verzenay
Verzenay – miejscowość i gmina we Francji, w regionie Grand Est, w departamencie Marna.
Według danych na rok 1990 gminę zamieszkiwało 1057 osób, a gęstość zaludnienia wynosiła 100 osób/km².

## Współpraca
Miejscowość partnerska:
- Berloz, Belgia